# 山东省济钢高级中学
山東省濟鋼高級中學，是一所位於中華人民共和國山東省濟南市的一所寄宿制高級中學，創立於1997年。是山東省規範化學校、山東省教學示範校，濟南市首批四所推薦生錄取試點學校之一。學校有兩個校區，本校區佔地110餘畝，興隆校區佔地101畝，建築面積7萬平方米。至2024年，學校共有79个教學班，教職工390餘人，在校生3900餘人。。

## 校史

### 濟南鋼鐵集團總公司職工子弟第一中小學高中部時期
- 1997年前，現山東省濟鋼高級中學是原濟南鋼鐵集團總公司職工子弟第一中小學的一個高中部，校址位於原濟南市黃台濟鋼職工大學院内[4]。

### 济钢集团有限责任公司高级中学时期
- 1997年，濟南鋼鐵集團公司成立“濟鋼集團有限責任公司高級中學”，並任命王品木為第一任校長[5][6]。

- 2006年，濟鋼集團有限責任公司高級中學通過山東省規範化學校初評驗收。

### 山东省济钢高级中学时期
- 2009年4月1日，濟鋼集團有限責任公司將學校移交濟南市教育局管理，原“濟鋼集團有限責任公司高級中學”更名為“山東省濟鋼高級中學”，實現了由企業到地方的轉變[7]。

- 2009年4月10日，山東省濟鋼高級中學通過山東省第二批省級高中教學示範學校驗收。

- 2011年，山東省濟鋼高級中學通過山東省規範化學校復評驗收。

- 2014年11月28日，由山東省濟鋼高級中學与濟南第三十四中學組建的濟鋼高級中學教育集團正式成立。原“濟南第三十四中學”正式掛牌“濟鋼高級中學教育集團初中部”，实现一体化办学[8]。

- 2015年7月10日，“將軍集團与濟鋼高中教育集團合作辦學簽約暨揭牌儀式”在將軍集團舉行，原“濟南將軍實驗學校”正式掛牌“濟鋼高級中學教育集團小學部”[9]。

- 2016年6月1日，濟鋼高級中學教育集團與山東協和學院舉行了合作辦學簽約儀式[10]。

- 2021年8月31日，山東省濟鋼高級中學新校區“濟南實驗高級中學（山東省濟鋼高級中學興隆校區）”正式啟用[11]。